# 타이 라이온 에어
타이 라이온 에어(영어: Thai Lion Air, 태국어: ไทยไลอ้อนแอร์)은 태국의 저가 항공사로 총 9개 노선을 취항하고 있다. 본사는 태국 방콕에 위치해 있으며 2013년에 설립했다. 또한 사용하고 있는 허브 공항으로 돈므앙 국제공항이 있다. 인도네시아의 저가 항공사인 라이언 에어의 자회사에 해당된다.

## 운항 노선
- 2020년 4월 기준으로 타이 라이온 에어는 다음과 같은 노선을 운항하고 있다.

## 보유 기종

### 현재 보유 중인 기종
- 2020년 8월 기준으로 타이 라이온 에어는 다음과 같은 기종을 보유하고 있다.[5]

### 퇴역 기종
- 타이 라이온 에어는 다음의 항공기들을 보유하였다.[5]

## 사진

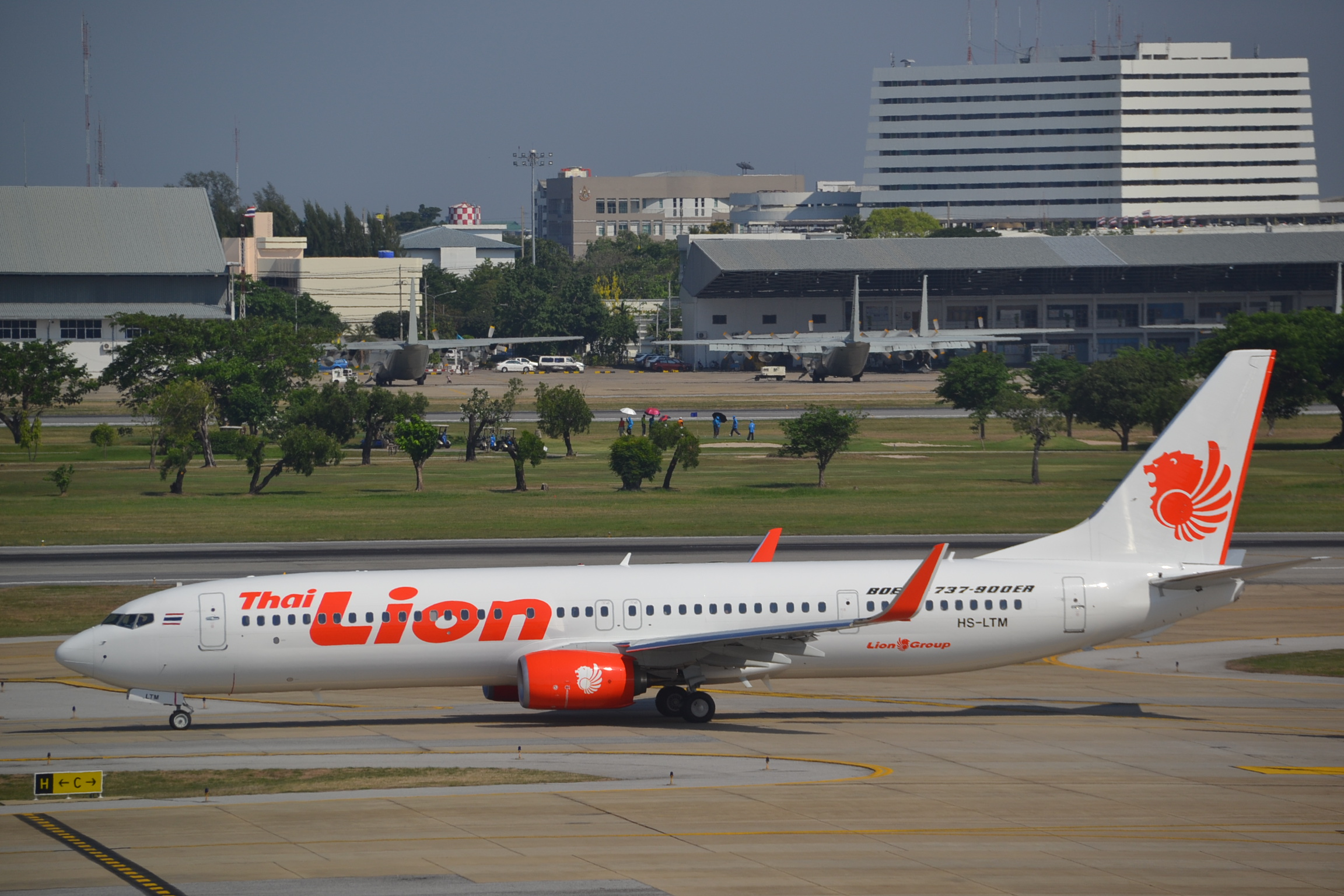
타이 라이온 에어의 보잉 737-900ER
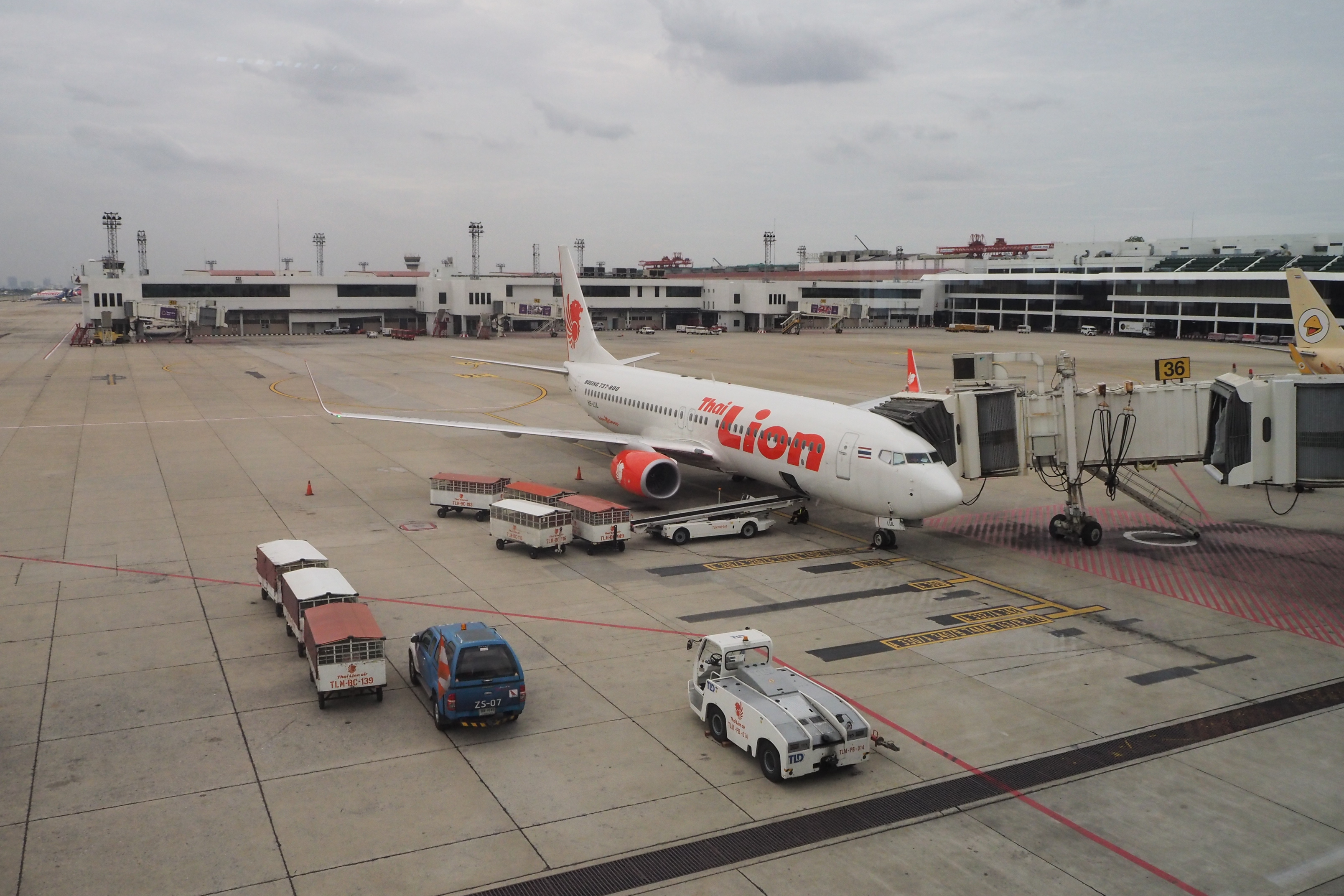
타이 라이온 에어의 보잉 737-800
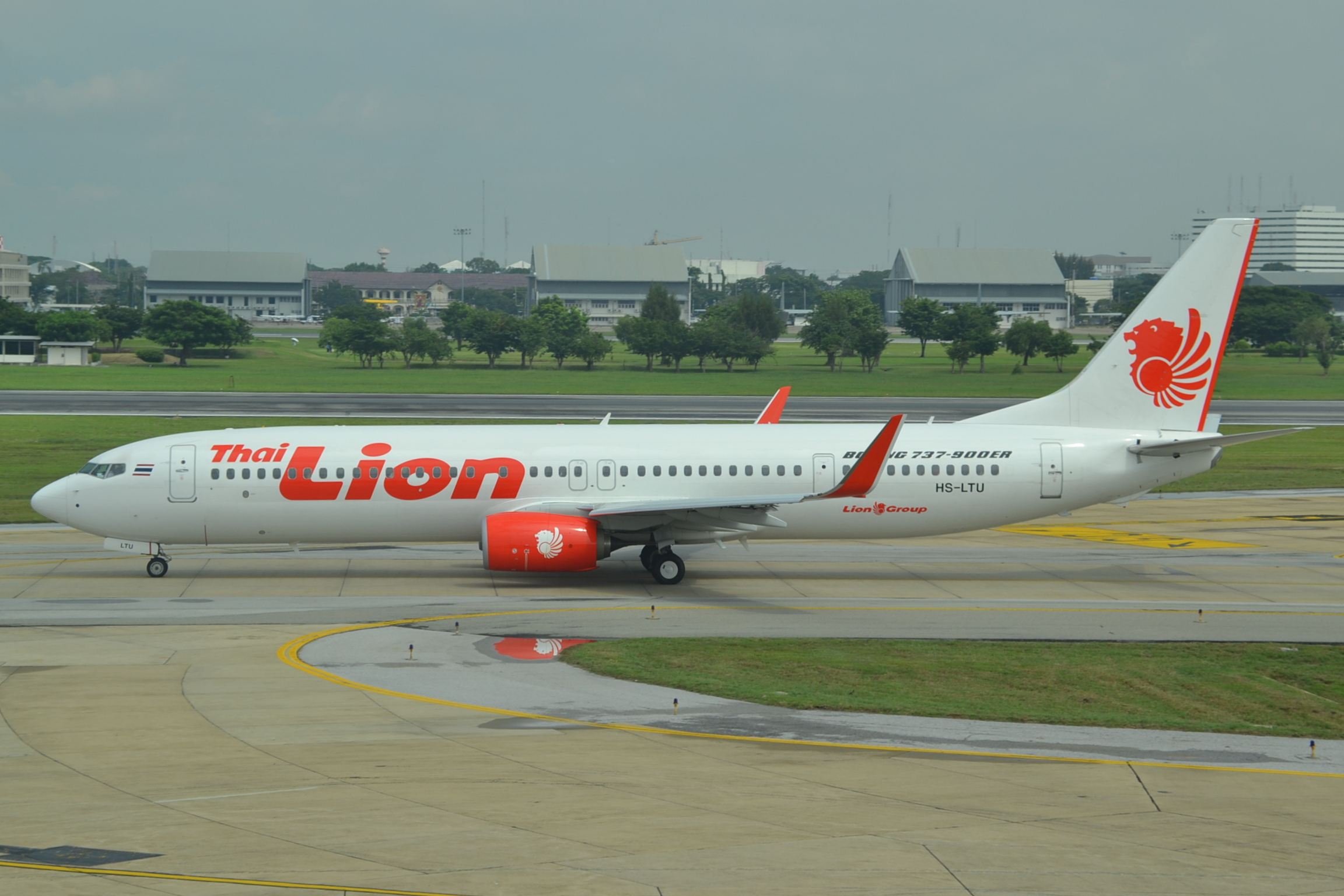
타이 라이온 에어의 보잉 737-900ER